# HMS Aid (1809)
HMS Aid — 10-пушечный транспорт, спущен на воду в 1809 году как HMS Aid. Переоборудован в гидрографическое судно в марте 1817 года. Переименован в HMS Adventure в 1821 году.
С 1826 по 1830 годы Adventure («Эдвенчер») совместно с Beagle участвовал в исследовании Патагонии. Кораблём командовал Филлип Паркер Кинг.
Продан в 1853 году.